# Paralizia periodică hipokalemică

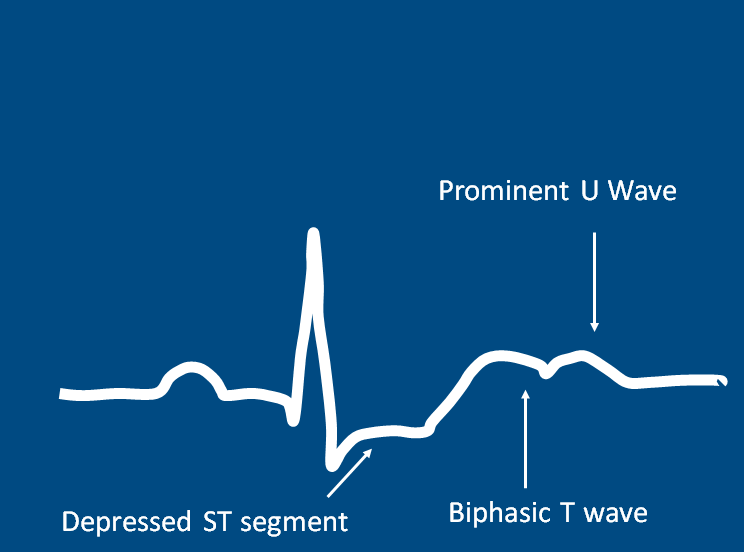
Pattern EKG al Hypokalemiei

Paralizia periodică hipokaliemică este o canalopatie caracterizată prin slăbiciune musculară sau paralizie care coincide cu scaderea nivelului de potasiu în sânge. La pacienții cu această mutație atacurile încep de obicei în adolescență și sunt provocate de exercițiu fizic obositor urmat de repaus, masă bogată în carbohidrați, masă cu conținut crescut de Sodiu, schimbarea bruscă a temperaturii, excitații, zgomote, lumini. Slăbiciunea poate fi ușoară limitată la anumite grupe musculare sau severă afectând musculatura întregului corp. Atacurile pot dura câteva ore până la câteva zile. Recuperarea este de obicei bruscă când are loc, datorită eliberării potasiului din mușchi. Unii pacienți pot dezvolta slăbiciuni musculare în afara atacului (Abortive attack) sau slăbiciune musculară cronică mai târziu în timpul vieții.
Simptomele pot fi asociate cu hipertiroidismul. În acest caz poate fi diagnosticat cu teste funcționale tiroidiene și diagnosticul este de Paralizie periodică tirotoxică.

## Diagnostic
Paralizia periodică hipokalemică este diagnosticată în 70-80% din cazuri, dacă este efectuat corect, cu ajutorul CMAP (Compound muscle amplitude potential test) sau EMG cu exercițiu sau X-EMG. Este standardul de diagnostic medical, în afară de istoricul pacientului și hipokaliemia în timpul atacului. Diagnosticul genetic este de obicei nesigur pentru că doar câteva din cele mai frecvente mutații sunt testate, și cu teste extensive 20-37% din pacienții cu manifestări clinice nu se depistează o mutație cunoscută. EMG standard nu poate diagnostica pacientul decât într-un atac în curs. Provocarea atacului prin exerciții și dietă poate fi diagnostică, dar prezintă și riscuri. Administrarea potasiului poate fi periculoasă în cazul unei alte forme de paralizie periodică. Paralizia periodică hiperKalemică(simptomele sunt asemănătoare, dar tratamentul este diferit). Testul vechi cu glucoză și insulină este periculos și nu ar trebui efectuat. Pacienții sunt frecvent diagnosticați greșit cu paralizie isterică sau de cauză psihiatrică.

## Tratament
Tratamentul paraliziei periodice hipokalemice se axează pe prevenirea atacurilor ulterioare și ameliorarea simptomelor acute. Evitarea factorilor declanșatori, Acetazolamina ( inhibitor de anhidrază carbonică) și spirololactona ar putea să prevină atacurile.
Managementul atacurilor de paralizie se face prin ingestie de săruri de potasiu(există dezbateri despre care este mai eficientă, de obicei se recomandă clorura sau bicarbonat). Administrarea intravenoasă nu este justificată decât dacă pacientul nu poate înghiți. Doza zilnică ar putea fi mai mare decât cea necesară în hipokaliemii simple.

## Prognostic
Prognosticul este variabil.
Hiperreactivitatea, dieta necorespunzătoare, unele alele ale genei pot determina slăbiciune muscculară cronică (Abortive attack), care răspunde la creșterea dozei de potasiu, scăderea carbohidraților din dietă, repaus, exerciții zilnice ușoare. 
Altă complicație este slăbiciunea musculară permanentă ireversibilă(chiar și cu steroizi anabolizanți) acest tip de distrucție musculară este decelabil pe biopsie musculară. 
Atacurile pot scadea potasiul la nivele care pot cauza probleme amenințătoare de viață respiratorii, tulburări de ritm cardiac. Pacienții raportează de obicei dureri musculare și probleme cognitive în timpul atacului. Migrenele apar la 50% din pacienți și se pot asocia cu simptome neobișnuite ca sensibilitatea la lumină, la sunet, pierderea vorbirii. 
datorită varietății de mutații tratamentul pacienților poate fi diferit: la majoritatea simptomele se ameliorează cu acetazolamină, dar nu la toți. Unii pacienți beneficiază de administrarea magneziului sau uleiului de pește, în timp ce la alții simptomele se agravează. Orice tratament sau medicament nou trebuie administrat cu precauție.
Condiția se moștenește autosomal dominant, cu un număr mare de cazuri sporadice.
Diagnostic diferențial bazat pe 3 considerații de bază:
1. simprome induse de exercițiu slăbiciune sau rigiditate musculară
2. hipokalemie recurentă
3. slăbiciune musculară episodică
Cauze:
- Paralizie periodică hipokalemică tirotoxică,
- Paralizie periodică hipocalemică primară.
- Paralizie periodică hipokalemică secundară
- Paramiotonie congenitală
- Miotonie agravată de potasiu (inclusiv Myotonia fluctuans, miotonia cu răspuns la acetazolamida și myotonia permanens )
- Myotonia congenita, formele dominantă și recisivă
- Sindrom Andersen-Twail
- Hyperaldoseronism și stări fiziologice asemănătoare.
- Acidoză tubulară renală tip IV
- Abuz de diuretice
- Myasthenia gravis

Pacienții cu paralizie periodică au necesități speciale în legătură cu intervențiile chirurgicale minore și majore: gena CACN1AS în care mutația provoacă paralizia periodică hipokalemică primară este alelică cu cea care cauzează susceptibilitate la hipertermie malignă.
Hipertermia malignă se caracterizează prin rigiditate musculară generalizată, rabdomioliză cu nivel crescut de CK, hipercarbie, acidoză, hiperkalemie și hipertermie după expunerea la anestezice inhalatorii sau miorelaxante depolarizante. legatura genetică între cele 2 condiții nu a fost stabilită definitiv dar chirurgii și anesteziștii trebuie avertizați cu privire la această posibilitate.
Diareea cu pierdere de potasiu, unele infecții, administrarea de insulină la pacienți cu diabet pot declanșa de asemenea atacul de paralizie.